# حسن دبیری اصفهانی
حسن دبیری اصفهانی (متولد ۱۳۱۵) مهندس شیمی ایرانی است.

## زندگی
دوره کارشناسی مهندسی شیمی را در دانشگاه تهران و دوره دکتری این رشته را در دانشگاه کانزاس گذراند و به تدریس و تحقیق در دانشگاه تهران مشغول شد.

## جوایز
او برای نگارش کتاب پتروشیمی برگزیدهٔ چهارمین دورهٔ کتاب سال ایران شد.